# Trận đồn Sumter
Trận đồn Sumter là một cuộc pháo kích đã bức hàng đồn quân sự Sumter, là trận đánh đầu tiên chính thức mở màn cuộc Nội chiến Hoa Kỳ. Sau khi 7 tiểu bang miền Nam Hoa Kỳ tuyên bố ly khai tách khỏi Liên bang, Nam Carolina đã yêu cầu quân đội miền Bắc rút khỏi các căn cứ của mình tại cảng Charleston. Ngày 26 tháng 12 năm 1860, thiếu tá miền Bắc Robert Anderson đã bí mật dời bộ chỉ huy của mình từ đồn Moultrie vốn không thể phòng thủ tại thị trấn Sullivan's Island đến đồn Sumter, một pháo đài trọng yếu kiểm soát lối ra vào cảng Charleston. Tổng thống James Buchanan đã cố gắng tăng viện và tiếp tế cho Anderson bằng con tàu buôn không vũ trang mang tên Ngôi sao miền Tây, nhưng thất bại khi tàu này bị các khẩu đội pháo binh bờ biển miền Nam tấn công vào ngày 9 tháng 1 năm 1861. Chính quyền Nam Carolina sau đó đã chiếm đóng tất cả các căn cứ của Liên bang trong khu vực Charleston, ngoại trừ đồn Sumter.
Trong những tháng đầu năm 1861, tình hình xung quanh đồn Sumter ngày càng trở nên giống với một cuộc bao vây. Đến tháng 3, P.G.T. Beauregard, vị chuẩn tướng đầu tiên của Liên minh miền Nam Hoa Kỳ mới thành lập, được bổ nhiệm làm chỉ huy các lực lượng miền Nam tại Charleston. Beauregard đã hăng hái chỉ đạo việc tăng cường các khẩu đội pháo quanh cảng Charleston hướng vào đồn Sumter. Tình thế trong đồn trở nên đáng sợ khi quân miền Bắc cũng gấp rút hoàn thành việc lắp đặt thêm các khẩu đại bác. Anderson lâm vào tình trạng bị thiếu người, lương thực và đồ tiếp tế.
Việc tái tiếp tế cho đồn Sumter đã trở thành cuộc khủng khoảng đầu tiên cho chính quyền Tổng thống Abraham Lincoln. Lincoln đã thông báo cho Thống đốc Nam Carolina, Francis W. Pickens rằng ông đã điều đi các tàu tiếp tế, kết quả là Liên minh miền Nam đã hạ một bức tối hậu thư đòi: rút khỏi đồn Sumter ngay lập tức. Thiếu tá Anderson từ chối không đầu hàng tướng P.G.T. Beauregard, và từ 4h30 sáng ngày 12 tháng 4, quân miền Nam bắt đầu pháo kích vào trong đồn bằng những khẩu đội đại bác chung quanh cảng. Mặc dù quân đồn trú miền Bắc có bắn trả, nhưng họ bị áp đảo rõ rệt về hỏa lực, và sau 34 tiếng đồng hồ, Anderson đã đồng ý rút đi. Không có tổn thất về nhân mạng cho cả hai bên trong cuộc chiến, nhưng một vụ nổ pháo trong buổi lễ đầu hàng vào ngày 14 tháng 4 đã khiến 2 lính miền Bắc bị chết.
Sau trận này, ở cả hai miền Nam Bắc đều tăng cường ủng hộ việc leo thang chiến tranh. Lincoln đã ngay lập tức kêu gọi 75.000 quân tình nguyện đi trấn áp cuộc nổi loạn, và dẫn đến việc có thêm 4 tiểu bang khác ly khai để gia nhập Liên minh miền Nam. Cuộc nội chiến Hoa Kỳ đã bắt đầu.

## Bối cảnh

### Ly khai
Ngày 20 tháng 12 năm 1860, một thời gian ngắn sau chiến thắng của Abraham Lincoln trong cuộc bầu cử tổng thống Hoa Kỳ năm 1860, tiểu bang Nam Carolina đã thông qua sắc lệnh tuyên bố sự ly khai của tiểu bang này ra khỏi Hợp chúng quốc Hoa Kỳ, và cho đến tháng 2 năm 1861, có thêm sáu bang miền Nam cũng thông qua các sắc lệnh ly khai tương tự. Ngày 7 tháng 2, bảy bang này đã cùng thông qua một hiến pháp lâm thời cho Liên minh miền Nam Hoa Kỳ và thiết lập thủ đô tạm thời của họ tại Montgomery, Alabama. Một hội nghị hoà bình được tổ chức trong tháng 2 ở Washington, D.C. nhưng đã không thành công trong việc giải quyết cuộc khủng hoảng. Tám bang có duy trì chế độ nô lệ còn lại đã khước từ lời đề nghị gia nhập Liên minh miền Nam.

## Đầu hàng

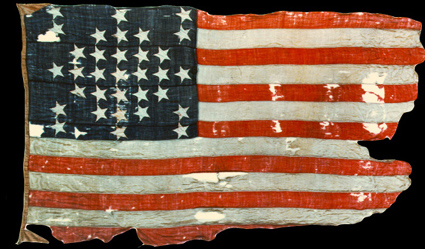
Cờ Fort Sumter rách bươm

## Hậu quả

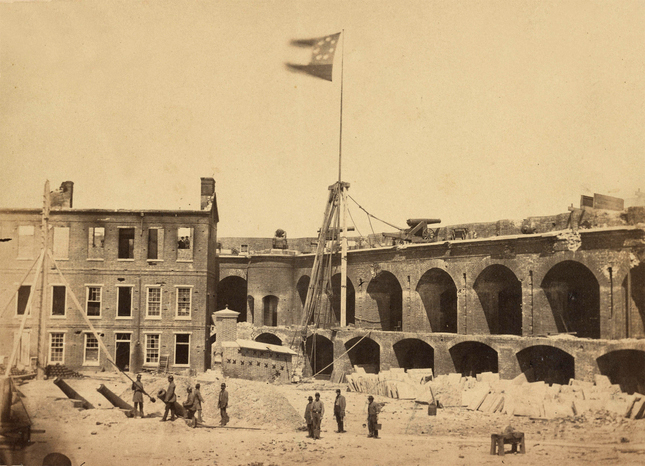
Cờ miền Nam tung bay tại đồn Sumter sau trận chiến

Cuộc pháo kích đồn Sumter là hoạt động quân sự đầu tiên của Nội chiến Hoa Kỳ. Sau trận này, người miền Bắc đã tập hợp theo lời kêu gọi của Lincoln tới tất cả các bang về việc gửi quân đi chiếm lại các đồn quân sự và bảo vệ Liên bang. Hai ngày sau, vào ngày 15 tháng 4 năm 1861, trước quy mô của cuộc nổi loạn cho tới lúc này có vẻ vẫn còn nhỏ, Lincoln đã ra tuyên cáo tuyển mộ 75.000 quân tình nguyện trong vòng 90 ngày chuẩn bị cuộc chinh phạt chính quyền phản nghịch của miền Nam. Một số bang ở miền Bắc đã nhanh chóng đáp ứng chỉ tiêu được giao cho họ. Có rất nhiều quân tình nguyện tại Ohio đến nỗi chỉ trong vòng 16 ngày bang này đã có thể tự mình đạt đến con số 75.000 người. Trong khi đó, một số thống đốc Các bang Biên giới đã phản ứng tiêu cực trước sự việc này. Thống đốc Claiborne Jackson đã viết: "Không một người dân bang Missouri nào sẽ được cung cấp để tiến hành một chiến dịch xấu xa như vậy", còn Thống đốc Beriah Magoffin thì viết: "Kentucky sẽ không cung cấp quân để phục vụ cho mục đích xấu xa nhằm khuất phục các bang miền Nam anh em của mình"." Các bang nô lệ vẫn còn lại trong Liên bang cũng tỏ thái độ bất hợp tác tương tự.
Sau đó, lời kêu gọi của Lincoln đã dẫn đến việc có thêm 4 tiểu bang ly khai và gia nhập Liên minh miền Nam, bắt đầu là Virginia ngày 17 tháng 4 năm 1861, tiếp theo đến Arkansas, Tennessee, và Bắc Carolina - tạo khối 11 tiểu bang, gồm 9 triệu dân, trong đó có 4 triệu nô lệ. Chính phủ miền Bắc Hoa Kỳ chỉ còn 21 tiểu bang và 20 triệu dân. Chiến tranh sau đó đã kéo dài 4 năm, và kết thúc vào tháng 4 năm 1865, khi Đại tướng Robert E. Lee cùng Binh đoàn Bắc Virginia ra đầu hàng.
Cảng Charleston đã hoàn toàn nằm trong tay miền Nam phần lớn thời gian 4 năm chiến tranh, tạo nên một lỗ hổng trong cuộc phong tỏa đường biển của miền Bắc đối với miền Nam. Lực lượng miền Bắc đã tiến hành nhiều chiến dịch lớn trong các năm 1862, 1863 nhằm đánh chiếm Charleston, đầu tiên là bằng đường bộ trong trận James Island tháng 6 năm 1862, rồi bằng hải quân trong trận Charleston Harbor thứ nhất vào tháng 4 năm 1863, và sau đó là bằng cách chiếm đóng các vị trí pháo binh của miền Nam trên đảo Morris (mở màn bằng trận đồn Wagner thứ hai tháng 7 năm 1863, tiếp diễn bằng một cuộc bao vây cho đến tháng 9). Sau khi nã tan nát đồn Sumter bằng hỏa lực pháo binh, một chiến dịch đổ bộ cuối cùng được tiến hành nhằm chiếm đóng nó trong trận đồn Sumter thứ hai tháng 9 năm 1863, nhưng đã bị đẩy lui và quân miền Bắc không cố gắng thêm nữa. Quân miền Nam rút khỏi đồn Sumter và cảng Charleston vào tháng 2 năm 1865 khi thiếu tướng miền Bắc William T. Sherman tấn công thành phố trong chiến dịch Carolinas. Ngày 14 tháng 4 năm 1865, đúng 4 năm sau khi đồn Sumter đầu hàng, Robert Anderson (giờ đã là thiếu tướng, mặc dù đang ốm và đã nghỉ hưu) đã trở lại đồn Sumter đổ nát để treo lại lá cờ miền Bắc bị rách mà chính ông đã hạ xuống khi trước.
2 khẩu đại bác sử dụng tại đồn Sumter sau này được đem trưng bày tại trường Đại học bang Louisiana bởi tướng William Tecumseh Sherman, viên hiệu trưởng cũ của trường trước chiến tranh.